# Otolithes ruber
Otolithes ruber és una espècie de peix de la família dels esciènids i de l'ordre dels perciformes present des de l'Àfrica Oriental (incloent-hi Madagascar) fins al sud del Mar de la Xina Meridional i Queensland (Austràlia).
Els mascles poden assolir 90 cm de longitud total i 7 kg de pes.
Menja peixos, gambes i d'altres invertebrats.
És un peix de clima tropical (26 °C-29 °C) i bentopelàgic que viu entre 10-40 m de fondària.
És inofensiu per als humans.